# HC Oceláři Třinec v české hokejové extralize 2011/2012

## Fakta
- Sezóna 2011/2012 je 17. sezónou HC Oceláři Třinec v české extralize. V této sezóně Oceláři obhajují mistrovský titul ze sezóny minulé.

## Hráli za Třinec
| Brankář                                                                        | Peter Hamerlík    | 2.1.1982   |                                                                                       |
| Brankář                                                                        | Martin Vojtek     | 4.5.1975   |                                                                                       |
| Brankář                                                                        | Pavel Francouz    | 3.6.1990   | střídavý start - HC Slovan Ústečtí Lvi                                                |
| Obránce                                                                        | Josef Hrabal      | 17.8.1985  |                                                                                       |
| Obránce                                                                        | Stanislav Hudec   | 3.6.1982   |                                                                                       |
| Obránce                                                                        | Martin Lojek      | 19.8.1985  |                                                                                       |
| Obránce                                                                        | Martin Richter    | 6.12.1977  |                                                                                       |
| Obránce                                                                        | Daniel Seman      | 1.1.1979   |                                                                                       |
| Obránce                                                                        | Lukáš Zíb         | 24.2.1977  |                                                                                       |
| Obránce                                                                        | Mario Cartelli    | 16.11.1979 |                                                                                       |
| Obránce                                                                        | Lukáš Bolf        | 20.2.1985  | příchod z HK Dukla Trenčín                                                            |
| Obránce                                                                        | Rob Davison**     | 1.5.1980   | příchod z Albany Devils (AHL), 22. 11. 2011 odchod do EC Red Bull Salzburg (Rakousko) |
| Obránce                                                                        | Petr Hořava**     | 22.7.1983  | hostování ukončeno k 31. 12. 2011                                                     |
| Obránce                                                                        | Tomáš Klouček     | 7.3.1980   | příchod k 12. 1.2012 z HC Lev Poprad KHL                                              |
| Obránce                                                                        | Andrej Novotný    | 8.10.1976  | příchod k 15. 1. 2012 z HK SKP Poprad (Slovensko)                                     |
| Útočník                                                                        | Bryan McGregor    | 27.6.1984  |                                                                                       |
| Útočník                                                                        | Martin Adamský    | 13.7.1981  |                                                                                       |
| Útočník                                                                        | Radek Bonk –      | 9.1.1976   |                                                                                       |
| Útočník                                                                        | Lukáš Havel**     | 10.11.1981 | hostování do 30. 4. 2012 v SK Horácká Slavia Třebíč                                   |
| Útočník                                                                        | Erik Hrňa         | 25.6.1988  |                                                                                       |
| Útočník                                                                        | Ladislav Kohn**   | 4.3.1975   | odchod od 17. 1. 2012 do HC Ambrì-Piotta (Švýcarsko)                                  |
| Útočník                                                                        | David Květoň      | 3.1.1988   |                                                                                       |
| Útočník                                                                        | Jakub Orsava      | 27.2.1991  |                                                                                       |
| Útočník                                                                        | Jan Peterek       | 17.10.1971 |                                                                                       |
| Útočník                                                                        | Michal Chovan**   | 23.11.1987 | příchod z HKm Zvolen,odchod k 15. 1. 2012 do HK SKP Poprad (Slovensko)                |
| Útočník                                                                        | Jiří Polanský     | 18.12.1981 |                                                                                       |
| Útočník                                                                        | Václav Varaďa     | 26.4.1976  |                                                                                       |
| Útočník                                                                        | Rostislav Marosz  | 23.2.1991  |                                                                                       |
| Útočník                                                                        | Tomáš Klimenta**  | 14.4.1984  | hostování z Bílí Tygři Liberec hostování ukončeno 30. 1. 2012                         |
| Útočník                                                                        | Zbyněk Hampl      | 22.3.1988  |                                                                                       |
| Útočník                                                                        | Miloslav Hořava   | 27.10.1982 | příchod z Ženeva-Servette HC                                                          |
| Útočník                                                                        | David Ostřížek    | 1.10.1990  |                                                                                       |
| Útočník                                                                        | Adam Rufer        | 3.9.1991   |                                                                                       |
| Útočník                                                                        | Tomáš Kůrka       | 14.12.1981 | příchod k 31. 1. 2012 z Slavia Praha                                                  |
| Útočník                                                                        | Martin Koudelka** | 11.2.1976  |                                                                                       |
| Obránce                                                                        | Jakub Kania*      | 16.12.1990 |                                                                                       |
| Obránce                                                                        | Filip Pavlík*     | 20.7.1992  |                                                                                       |
| Útočník                                                                        | Lukáš Mičulka*    | 8.4.1989   |                                                                                       |
| Útočník                                                                        | Filip Bajtek*     | 6.4.1991   |                                                                                       |
| Útočník                                                                        | Patrik Valčák*    | 16.12.1984 |                                                                                       |
| Útočník                                                                        | Darcy Verot**     | 3.7.1976   | odehrál 1 zápas a odešel do CSKA Moskva                                               |
| Trenéři - Pavel Marek, Břetislav Kopřiva, od 17.1.2012 Jan Tlačil, Pavel Janků |                   |            |                                                                                       |

- * = není v základním kádru
- ** = není již členem týmu

## Změny v kádru

### Odchody
| Hráč            | Do klubu                                      | Post    |
| --------------- | --------------------------------------------- | ------- |
| Lukáš Krajíček  | HK Dinamo Minsk (Rusko) (KHL) (konec smlouvy) | Obránce |
| Vojtěch Polák   | EHC Kloten (Švýcarsko) (konec smlouvy)        | Útočník |
| Marek Zagrapan  | HPK Hämeenlinna (konec smlouvy)               | Útočník |
| Martin Koudelka | HC VCES Hradec Králové (konec hostování)      | Útočník |
| Martin Růžička  | Amur Chabarovsk (Rusko) (KHL)                 | Útočník |
| Tomáš Duba      | HC Lev Poprad (KHL) (na hostování)            | Brankář |

## Základní část
| Kolo | Datum      | Domácí           | Výsledek              | Hosté            | Třetiny               | Hráč utkání Třinec | Hráč utkání soupeř |
| ---- | ---------- | ---------------- | --------------------- | ---------------- | --------------------- | ------------------ | ------------------ |
| 1.   | 25.10.2011 | Liberec          | 3 : 2 PP              | Třinec           | (1:2, 0:0, 1:0 - 1:0) | Jakub Orsava       | Marek Pinc         |
| 2.   | 18.9.2011  | Třinec           | 1 : 3                 | Brno             | (0:1, 1:0, 0:2)       | Radek Bonk         | Sasu Hovi          |
| 3.   | 20.9.2011  | České Budějovice | 4 : 3                 | Třinec           | (1:1, 2:1, 1:1)       | Radek Bonk         | David Kuchejda     |
| 4.   | 23.9.2011  | Třinec           | 2 : 3 SN              | Zlín             | (0:1, 1:1, 1:0 - 0:0) | Lukáš Zíb          | Luboš Horčička     |
| 5.   | 25.9.2011  | Mladá Boleslav   | 2 : 7                 | Třinec           | (0:1, 2:0, 0:6)       | Lukáš Zíb          | David Výborný      |
| 6.   | 30.9.2011  | Třinec           | 4 : 0                 | Slavia Praha     | (0:0, 0:0, 4:0)       | Peter Hamerlík     | Miroslav Kopřiva   |
| 7.   | 2.10.2011  | Třinec           | 1 : 4                 | Kladno           | (1:2, 0:2, 0:0)       | Martin Vojtek      | Jan Chábera        |
| 8.   | 4.10.2011  | Litvínov         | 0 : 4                 | Třinec           | (0:4, 0:0, 0:0)       | Peter Hamerlík     | Petr Franěk        |
| 9.   | 7.10.2011  | Třinec           | 4 : 3 PP              | Plzeň            | (2:1, 1:2, 0:0 - 1:0) | Martin Adamský     | Martin Straka      |
| 10.  | 9.10.2011  | Sparta Praha     | 3 : 2 SN              | Třinec           | (2:1, 1:0, 0:1 - 0:0) | Jan Peterek        | Tomáš Rachůnek     |
| 11.  | 14.10.2011 | Třinec           | 3 : 2                 | Pardubice        | (2:0, 1:1, 0:1)       | Josef Hrabal       | Martin Růžička     |
| 12.  | 16.10.2011 | Karlovy Vary     | 2 : 6                 | Třinec           | (0:1, 2:2, 0:3)       | David Květoň       | Václav Skuhravý    |
| 13.  | 18.10.2011 | Třinec           | 2 : 3 SN              | Vítkovice        | (0:1, 2:0, 0:1 - 0:0) | Erik Hrňa          | Roman Málek        |
| 14.  | 21.10.2011 | Třinec           | 3 : 4                 | Liberec          | (1:1, 0:3, 2:0)       | Jan Peterek        | Lukáš Krejčík      |
| 15.  | 23.10.2011 | Brno             | 1 : 2                 | Třinec           | (1:0, 0:1, 0:1)       | Peter Hamerlík     | Róbert Petrovický  |
| 16.  | 28.10.2011 | Třinec           | 3 : 6                 | České Budějovice | (1:2, 1:2, 1:2)       | David Ostřížek     | Pavel Kašpařík     |
| 17.  | 30.10.2011 | Zlín             | 1 : 2 SN              | Třinec           | (0:0, 0:0, 1:1 - 0:0) | Erik Hrňa          | Luboš Horčička     |
| 18.  | 1.11.2011  | Třinec           | 6 : 3                 | Mladá Boleslav   | (5:1, 0:1, 1:1)       | Ladislav Kohn      | David Vrbata       |
| 19.  | 4.11.2011  | Slavia Praha     | 3 : 2 SN              | Třinec           | (0:1, 1:1, 1:0 - 0:0) | Martin Adamský     | Tomáš Hertl        |
| 20.  | 6.11.2011  | Kladno           | 2 : 6                 | Třinec           | (0:0, 2:3, 0:3)       | Zbyněk Hampl       | Tomáš Knotek       |
| 21.  | 16.11.2011 | Třinec           | 7 : 3                 | Litvínov         | (3:0, 2:2, 2:1)       | Lukáš Zíb          | František Lukeš    |
| 22.  | 18.11.2011 | Plzeň            | 3 : 1                 | Třinec           | (0:0, 1:0, 2:1)       | Peter Hamerlík     | Radek Duda         |
| 23.  | 20.11.2011 | Třinec           | 1 : 5                 | Sparta Praha     | (1:1, 0:3, 0:1)       | Martin Richter     | Yorick Treille     |
| 24.  | 25.11.2011 | Pardubice        | 2 : 4                 | Třinec           | (1:2, 0:1, 1:1)       | Peter Hamerlík     | Lukáš Radil        |
| 25.  | 27.11.2011 | Třinec           | 1 : 0                 | Karlovy Vary     | (0:0, 0:0, 1:0)       | Tomáš Klimenta     | Václav Skuhravý    |
| 26.  | 29.11.2011 | Vítkovice        | 3 : 1                 | Třinec           | (1:1, 1:0, 1:0)       | Ladislav Kohn      | Karol Sloboda      |
| 27.  | 2.12.2011  | Liberec          | 1 : 4                 | Třinec           | (0:1, 1:0, 0:3)       | Lukáš Zíb          | Marek Trončinský   |
| 28.  | 4.12.2011  | Třinec           | 5 : 1                 | Brno             | (2:0, 1:0, 2:1)       | Jakub Orsava       | Leoš Čermák        |
| 29.  | 6.12.2011  | České Budějovice | 3 : 2                 | Třinec           | (3:0, 0:0, 0:2)       | David Květoň       | Lukáš Květoň       |
| 30.  | 9.12.2011  | Třinec           | 0 : 1                 | Zlín             | (0:0, 0:1, 0:0)       | Ladislav Kohn      | Luboš Horčička     |
| 31.  | 11.12.2011 | Mladá Boleslav   | 3 : 2 SN              | Třinec           | (2:1, 0:1, 0:0)       | Miloslav Hořava    | Zdeněk Bahenský    |
| 32.  | 20.12.2011 | Slavia Praha     | 3 : 1                 | Třinec           | (1:0, 2:1, 0:0)       | Miloslav Hořava    | Tomáš Kůrka        |
| 33.  | 22.12.2011 | Třinec           | 3 : 2 SN              | Kladno           | (2:1, 0:1, 0:0)       | Martin Vojtek      | Milan Toman        |
| 34.  | 28.12.2011 | Litvínov         | 5 : 3                 | Třinec           | (0:0, 4:1, 1:2)       | Tomáš Klimenta     | Jakub Černý        |
| 35.  | 30.12.2011 | Třinec           | 3 : 0 kontumace 0 : 5 | Plzeň            | (2:0, 0:0, 1:0)       | Jakub Orsava       | Marek Mazanec      |
| 36.  | 6.1.2012   | Sparta Praha     | 5 : 4 SN              | Třinec           | (1:1, 3:0, 0:3)       | David Květoň       | Petr Ton           |
| 37.  | 8.1.2012   | Třinec           | 1 : 3                 | Pardubice        | (1:0, 0:0, 0:3)       | Lukáš Bolf         | Martin Růžička     |
| 38.  | 13.1.2012  | Karlovy Vary     | 1 : 4                 | Třinec           | (1:2, 0:2, 1:0)       | Tomáš Klouček      | Petr Kumstát       |
| 39.  | 15.1.2012  | Třinec           | 1 : 4                 | Vítkovice        | (0:0, 1:3, 0:1)       | Tomáš Klimenta     | Roman Málek        |
| 40.  | 17.1.2012  | Třinec           | 1 : 0                 | Liberec          | (1:0, 0:0, 0:0)       | Peter Hamerlík     | Marek Pinc         |
| 41.  | 20.1.2012  | Brno             | 1 : 0                 | Třinec           | (0:0, 1:0, 0:0)       | David Květoň       | Miroslav Holec     |
| 42.  | 22.1.2012  | Třinec           | 2 : 1 PP              | České Budějovice | (1:0, 0:1, 0:0 - 1:0) | Peter Hamerlík     | Jakub Kovář        |
| 43.  | 27.1.2012  | Zlín             | 5 : 1                 | Třinec           | (3:1, 0:0, 2:0)       | Václav Varaďa      | Petr Leška         |
| 44.  | 29.1.2012  | Třinec           | 6 : 1                 | Mladá Boleslav   | (1:0, 4:0, 1:1)       | Václav Varaďa      | Jiří Cetkovský     |
| 45.  | 31.1.2012  | Třinec           | 1 : 4                 | Slavia Praha     | (0:1, 1:2, 0:1)       | David Květoň       | Dominik Furch      |
| 46.  | 3.2.2012   | Kladno           | 4 : 3 SN              | Třinec           | (1:2, 1:0, 1:1)       | Václav Varaďa      | Martin Látal       |
| 47.  | 5.2.2012   | Třinec           | 6 : 4                 | Litvínov         | (4:2, 1:1, 1:3)       | Tomáš Kůrka        | Richard Jareš      |
| 48.  | 15.2.2012  | Plzeň            | 7 : 5                 | Třinec           | (1:1, 4:0, 2:4)       | Zbyněk Hampl       | Václav Pletka      |
| 49.  | 17.2.2012  | Třinec           | 2 : 5                 | Sparta Praha     | (1:2, 0:3, 1:0)       | David Ostřížek     | Tomáš Pöpperle     |
| 50.  | 19.2.2012  | Pardubice        | 1 : 4                 | Třinec           | (0:1, 1:1, 0:2)       | Peter Hamerlík     | Radovan Somík      |
| 51.  | 24.2.2012  | Třinec           | 2 : 0                 | Karlovy Vary     | (1:0, 1:0, 0:0)       | Peter Hamerlík     | Lukáš Mensator     |
| 52.  | 26.2.2012  | Vítkovice        | 5 : 3                 | Třinec           | (2:1, 1:2, 2:0)       | Jan Peterek        | Jiří Burger        |

## Play-off -Sezona 2011 / 2012
|  | Čtvrtfinále                    | Čtvrtfinále        |                   |   | Semifinále | Semifinále |  |  | Finále | Finále |
|  |                                |                    |                   |   |            |            |  |  |        |        |
|  |                                |                    |                   |   |            |            |  |  |        |        |
|  | HC ČSOB Pardubice              | 4                  |                   |   |            |            |  |  |        |        |
|  | HC ČSOB Pardubice              | 4                  |                   |   |            |            |  |  |        |        |
|  | HC Vítkovice Steel             | 3                  |                   |   |            |            |  |  |        |        |
|  | HC Vítkovice Steel             | 3                  | HC ČSOB Pardubice | 4 |            |            |  |  |        |        |
|  |                                |                    | HC ČSOB Pardubice | 4 |            |            |  |  |        |        |
|  |                                | Bílí Tygři Liberec | 2                 |   |            |            |  |  |        |        |
|  | Bílí Tygři Liberec             | Bílí Tygři Liberec | 2                 | 4 |            |            |  |  |        |        |
|  | Bílí Tygři Liberec             |                    |                   | 4 |            |            |  |  |        |        |
|  | HC Mountfield České Budějovice | 1                  |                   |   |            |            |  |  |        |        |
|  | HC Mountfield České Budějovice | 1                  | HC ČSOB Pardubice | 4 |            |            |  |  |        |        |
|  |                                |                    | HC ČSOB Pardubice | 4 |            |            |  |  |        |        |
|  |                                | HC Kometa Brno     | 2                 |   |            |            |  |  |        |        |
|  | HC Plzeň 1929                  | HC Kometa Brno     | 2                 | 4 |            |            |  |  |        |        |
|  | HC Plzeň 1929                  |                    |                   | 4 |            |            |  |  |        |        |
|  | PSG Zlín                       | 3                  |                   |   |            |            |  |  |        |        |
|  | PSG Zlín                       | 3                  | HC Plzeň 1929     | 1 |            |            |  |  |        |        |
|  |                                |                    | HC Plzeň 1929     | 1 |            |            |  |  |        |        |
|  |                                | HC Kometa Brno     | 4                 |   |            |            |  |  |        |        |
|  | HC Sparta Praha                | HC Kometa Brno     | 4                 | 2 |            |            |  |  |        |        |
|  | HC Sparta Praha                |                    |                   | 2 |            |            |  |  |        |        |
|  | HC Kometa Brno                 | 4                  |                   |   |            |            |  |  |        |        |
|  | HC Kometa Brno                 | 4                  |                   |   |            |            |  |  |        |        |

## Play off (předkolo)

### HC Oceláři Třinec-PSG Zlín2:3 na zápasy
1. utkání
| 29. února 2012 | PSG Zlín | 3 - 0           | HC Oceláři Třinec | Zimní stadion Luďka Čajky |
|                | PSG Zlín | (0:0, 0:0, 3:0) | HC Oceláři Třinec |                           |

| Souhrn zápasu Report | Souhrn zápasu Report                                 | Souhrn zápasu Report | Souhrn zápasu Report | Souhrn zápasu Report |
| -------------------- | ---------------------------------------------------- | -------------------- | -------------------- | -------------------- |
|                      | 49:27 Petr Leška 54:48 Petr Holík 59:36 Petr Čajánek |                      |                      |                      |

2. utkání
| 1. března 2012 | PSG Zlín | 3 - 4 (SN)           | HC Oceláři Třinec | Zimní stadion Luďka Čajky |
| 17:30          | PSG Zlín | (1:3, 1:0, 1:0, 0:0) | HC Oceláři Třinec |                           |

| Souhrn zápasu Report | Souhrn zápasu Report                                        | Souhrn zápasu Report | Souhrn zápasu Report                                                                   | Souhrn zápasu Report |
| -------------------- | ----------------------------------------------------------- | -------------------- | -------------------------------------------------------------------------------------- | -------------------- |
|                      | 03:45 Ondřej Veselý 23:01 Ondřej Veselý 58:07 Tomáš Linhart |                      | 05:09 Jakub Orsava 17:53 Erik Hrňa 19:57 Martin Adamský rozhodující SN Miloslav Hořava | Diváků: 4642         |

3. utkání
| 3. března 2012 | HC Oceláři Třinec | 6 - 2           | PSG Zlín | Werk Arena |
| 17:00          | HC Oceláři Třinec | (1:0, 3:1, 2:1) | PSG Zlín |            |

| Souhrn zápasu Report | Souhrn zápasu Report | Souhrn zápasu Report | Souhrn zápasu Report                      | Souhrn zápasu Report |
| -------------------- | --- | -------------------- | ----------------------------------------- | -------------------- |
|                      | 18:35 Miloslav Hořava 24:27 Miloslav Hořava 28:05 Lukáš Zíb 3 000. gól Třince v součtu základní části a play-off 36:01 Jan Peterek 48:11 Tomáš Kůrka 58:37 Lukáš Zíb |                      | 27:02 Marek Melenovský 59:36 Petr Čajánek | Diváků: 4154         |

4. utkání
| 4. března 2012 | HC Oceláři Třinec | 1 - 2 (SN)           | PSG Zlín | Werk Arena |
| 18:10          | HC Oceláři Třinec | (1:0, 0:1, 0:0, 0:0) | PSG Zlín |            |

| Souhrn zápasu Report | Souhrn zápasu Report | Souhrn zápasu Report | Souhrn zápasu Report                               | Souhrn zápasu Report |
| -------------------- | -------------------- | -------------------- | -------------------------------------------------- | -------------------- |
|                      | 15:10 Andrej Novotný |                      | 34:38 Bedřich Köhler rozhodující SN Bedřich Köhler | Diváků: 3735         |

5. utkání
| 6. března 2012 | PSG Zlín | 4 - 2           | HC Oceláři Třinec | Zimní stadion Luďka Čajky |
| 17:40          | PSG Zlín | (1:0, 2:1, 1:1) | HC Oceláři Třinec |                           |

| Souhrn zápasu Report | Souhrn zápasu Report                                                                  | Souhrn zápasu Report | Souhrn zápasu Report                  | Souhrn zápasu Report |
| -------------------- | ------------------------------------------------------------------------------------- | -------------------- | ------------------------------------- | -------------------- |
|                      | 09:42 Ondřej Veselý 21:32 Marek Melenovský 34:01 Marek Melenovský 41:07 Ondřej Veselý |                      | 36:15 Jakub Orsava 57:57 Zbyněk Hampl | Diváků: 6322         |

### Statistiky HC Oceláři Třinec
| Základní část | Základní část | Základní část | Základní část | Play off | Play off | Play off | Play off |
| Ročník        | Útočníci      | Obránci       | Brankáři      | Útočníci | Obránci  | Brankáři |          |
| ------------- | ------------- | ------------- | ------------- | -------- | -------- | -------- | -------- |
| 2011/2012     | Zde           | Zde           | Zde           | Zde      | Zde      | Zde      |          |

## Hráli za Třinec
- Brankáři Peter Hamerlík • Martin Vojtek • Juraj Hollý
- Obránci Lukáš Bolf • Mario Cartelli • Josef Hrabal • Stanislav Hudec • Jakub Kania • Tomáš Klouček • Martin Lojek • Andrej Novotný • Filip Pavlík • Martin Richter • Daniel Seman • Lukáš Zíb
- Útočníci Martin Adamský • Radek Bonk –  • Zbyněk Hampl • Lukáš Havel • Miloslav Hořava • Erik Hrňa • Tomáš Kůrka • David Květoň • Rostislav Marosz • Bryan McGregor • Lukáš Mičulka • Jakub Orsava • David Ostřížek • Jan Peterek • Jiří Polanský • Adam Rufer • Václav Varaďa
- Hlavní trenér Jan Tlačil